# Tara Cunningham
Pour les articles homonymes, voir Cunningham.
Tara Lee Cunningham, née Nott le 10 mai 1972 à Del Rio (Texas), est une haltérophile américaine.

## Palmarès

### Jeux olympiques
- Sydney 2000
  -  Médaille d'or en moins de 48 kg, à la suite de la disqualification de la Bulgare Izabela Dragneva pour dopage[1].

### Jeux panaméricains
- Winnipeg 1999
  -  Médaille d'or en moins de 48 kg
- Saint-Domingue 2003
  -  Médaille d'or en moins de 48 kg